# Nyckelring

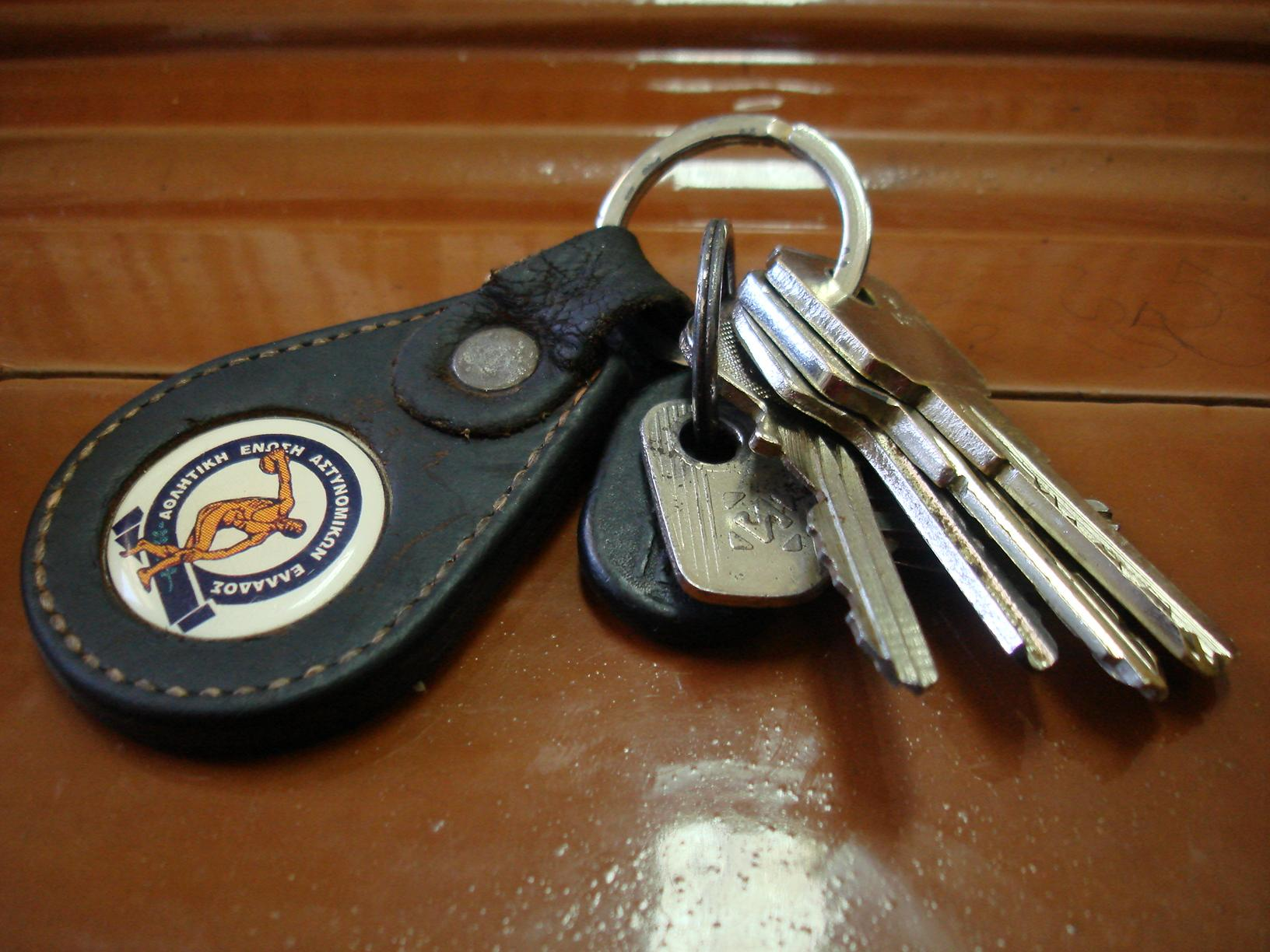
En nyckelring med nycklar.

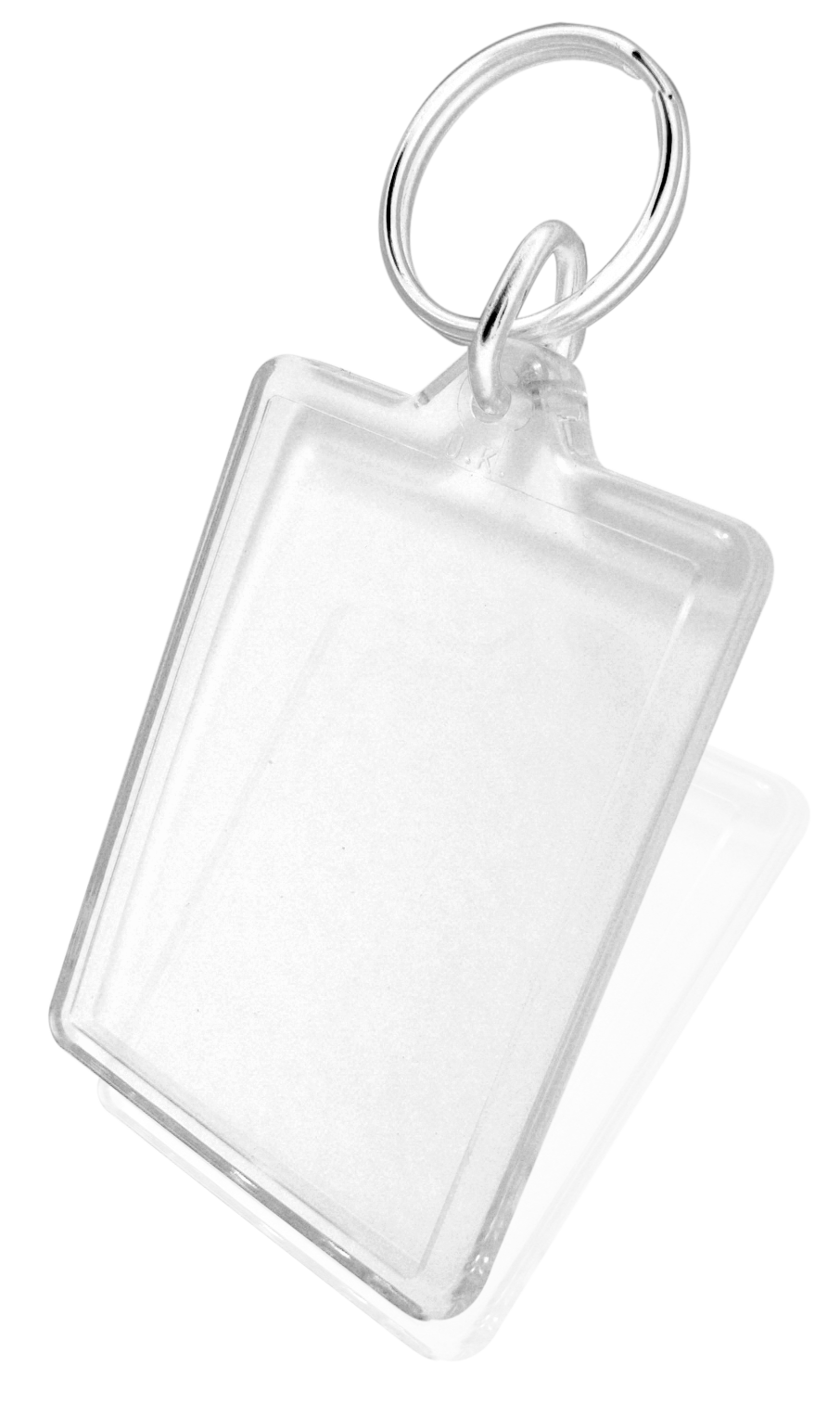
En nyckelring med nyckelbricka.

En nyckelring är en ring, ofta gjord av metall, avsedd att fästa nycklar på. Ordet är belagt i svenska språket åtminstone sedan 1637.
Den vanligaste typen av nyckelring är en metallring som består av två loopar. Båda ändarna av loopen kan bändas isär så att en nyckel kan träs på och glida längs med spiralen tills den är fast kopplad på ringen. Nyckelringar bär förutom nycklar ofta en nyckelbricka eller annat som gör nyckelknippan lättare att urskilja från andra.